# Kanton L’Hautil
Der Kanton L’Hautil war von 1985 bis 2015 ein französischer Wahlkreis im Arrondissement Pontoise, im Département Val-d’Oise und in der Region Île-de-France; sein Hauptort war Jouy-le-Moutier.

## Gemeinden
Der Kanton umfasste sechs Gemeinden:
| Gemeinde          | Einwohner Jahr | Fläche km² | Bevölkerungsdichte | Postleitzahl | Code INSEE |
| ----------------- | -------------- | ---------- | ------------------ | ------------ | ---------- |
| Boisemont         | 773 (2013)     | –          | – Einw./km²        | 95000        | 95074      |
| Courdimanche      | 6610 (2013)    | –          | – Einw./km²        | 95800        | 95183      |
| Jouy-le-Moutier   | 16300 (2013)   | –          | – Einw./km²        | 95280        | 95323      |
| Menucourt         | 5339 (2013)    | –          | – Einw./km²        | 95180        | 95388      |
| Neuville-sur-Oise | 2013 (2013)    | –          | – Einw./km²        | 95000        | 95450      |
| Vauréal           | 15705 (2013)   | –          | – Einw./km²        | 95490        | 95637      |

## Bevölkerungsentwicklung
| 1990   | 1999   | 2006   | 2010   | 2011   |
| ------ | ------ | ------ | ------ | ------ |
| 36.390 | 47.112 | 46.310 | 47.312 | 47.235 |